# Palais de Galère
Le palais de Galère (en grec moderne : Ανάκτορα του Γαλέριου) est un complexe monumental romain construit entre 298 et 299 à Thessalonique à la demande de Galère, alors César de l'empereur Dioclétien.

## Historique
Galère, alors césar de Dioclétien pour l'Orient dans le cadre de la Tétrarchie, qui possède un palais à Sirmium, sur le limes du Danube (en), décide d'établir une seconde capitale à Thessalonique dans les années 290. La ville bénéficie d'une situation favorable sur la mer Égée. La construction du palais débute en 298-299, en même temps que d'autres monuments alentour. Le complexe palatial fut vraisemblablement la résidence de Galère entre 299 et 303 après J.-C., puis de 308 à la mort de l'empereur en 311,. Il fut sans doute abandonné définitivement au VIIe siècle.
Les premières fouilles archéologiques, qui permirent de mettre au jour la vaste salle de l'Octogone, furent conduites en 1950. En 1962, la municipalité de Thessalonique engagea l'expropriation des camps de réfugiés qui existaient dans la zone et les recherches reprirent jusqu'en 1971,.
La zone du palais de Galère fit l'objet de plusieurs campagnes de restaurations entre 1993 et 2000, 2002 et 2006, puis entre 2011 et 2014.

## Description

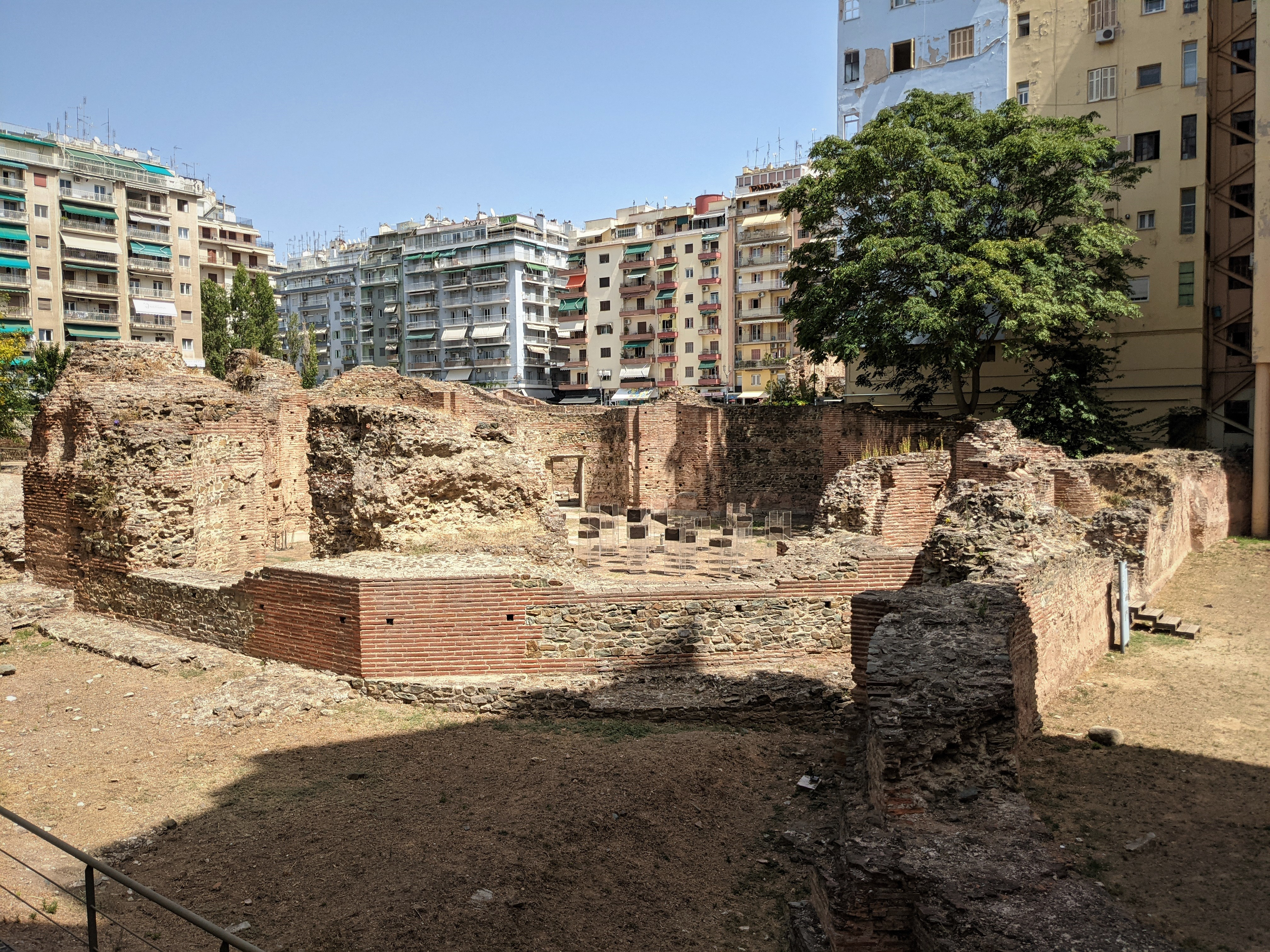
Vestiges de l'Octogone.

Les ruines du palais se trouvent sur l'actuelle place Navarínou (en) (« place de Navarin »), dans le centre de Thessalonique. Elles font partie d'un ensemble romain qui comprend également l'hippodrome, l'arc de Galère et le mausolée de l'empereur,. Il ne subsiste du palais d'environ 50 000 m2 que la partie sud-est, organisée autour d'une vaste cour carrée de 88 m de long et 47 m de large entourée de quatre couloirs ornés de mosaïques, ouvrant au sud sur une grande porte qui menait au port de la ville. La plus imposante de ces ruines est l'Octogone, pièce remarquable par son architecture pouvant servir de salle du trône à l'empereur ou d'immense triclinium. Le sol y était recouvert de marbre de couleur. Le site comprend également les bains privés du palais avec leur citerne et la salle basilicale, comparable en dimension à la basilique de Constantin de Trèves.
La maçonnerie générale de l'ensemble monumental est l'opus mixtum, alternant lits de moellons de pierres (opus vittatum) et de lits de briques (opus testaceum). Les mosaïques de l'atrium s'étendaient à l'origine sur 68 × 8,5 m. Seuls quelques fragments sont préservés de nos jours.
Plus généralement, les fouilles du complexe palatial de Galère ont révélé une occupation antérieure d'époque hellénistique, un quartier artisanal peut-être lié à la proximité du premier port de la ville,.

## Galerie

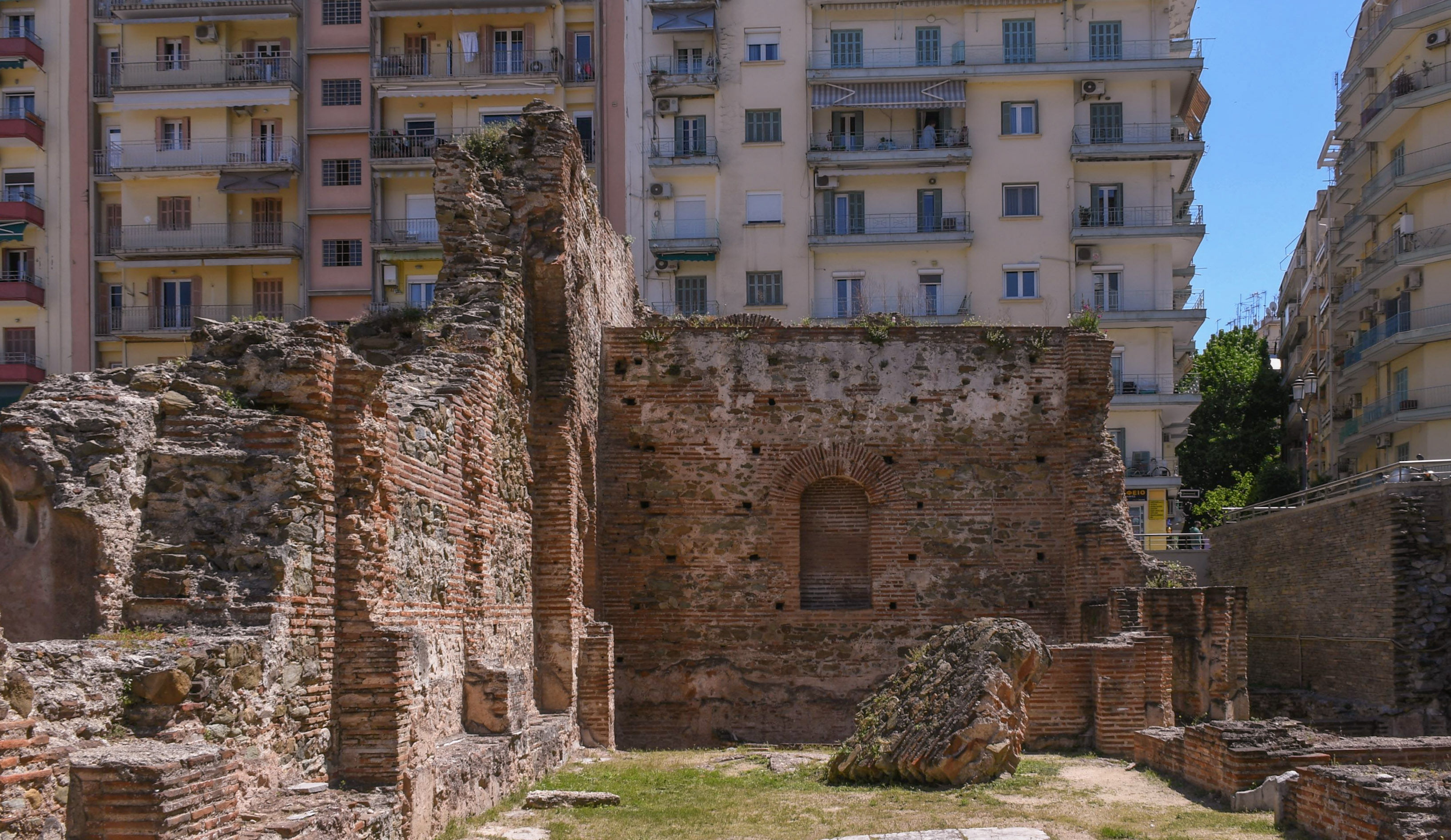
Vestiges des bains impériaux.
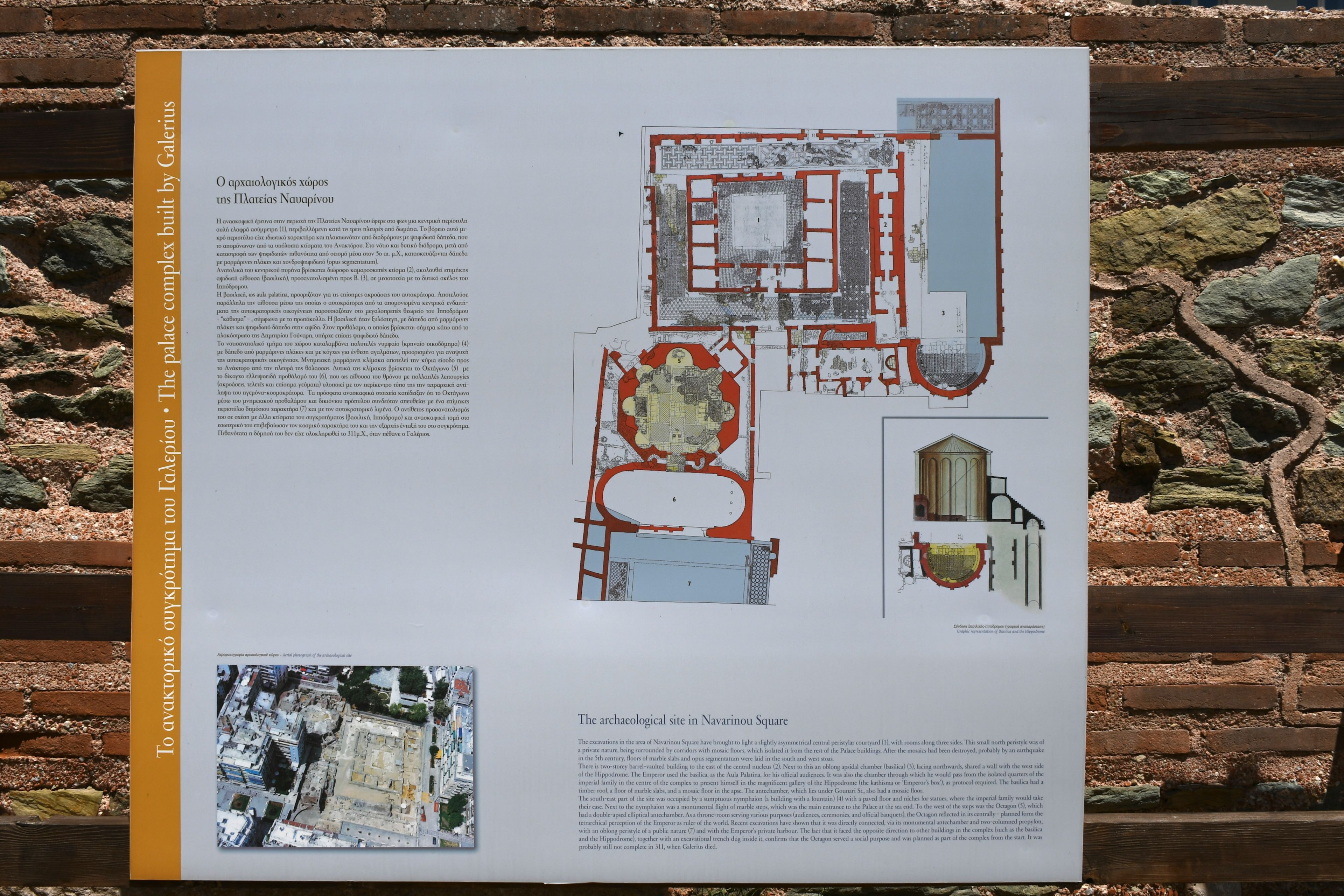
Plan du palais.
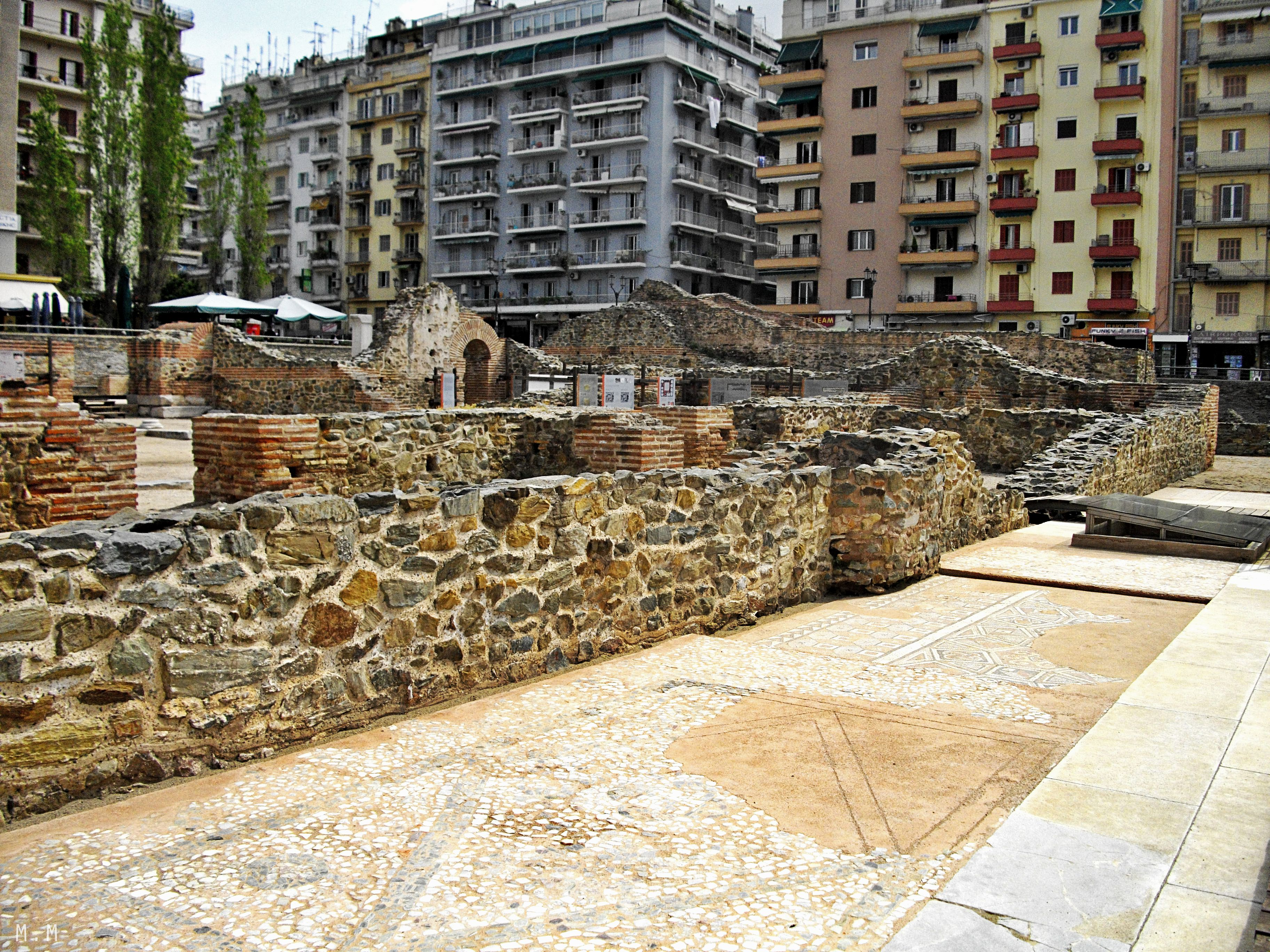
Traces de mosaïques romaines.